# Viatcheslav Pozgaliov
Viatcheslav Ievguenievitch Pozgaliov (en russe : Вячеслав Евгеньевич Позгалёв) est un homme politique russe né le 15 novembre 1946. Il est gouverneur de l'oblast de Vologda du 6 octobre 1996 au 14 décembre 2011.
Pozgaliov est membre du parti politique Notre maison la Russie. Il est un ancien maire de la ville de Tcherepovets.